# Речевой поток
Речево́й пото́к, пото́к ре́чи — непрерывная линейная последовательность звучаний, расчленяемая слушающим, воспринимающим её как организованную последовательность значимых единиц языка.

## Состав речевого потока
Выделяемые в потоке речи фоны ни чем не отграничены друг от друга в пределах отрезка речи между паузами; их признаки накладываются друг на друга; выделение фрагментов потока основывается на их связи со значением. Поэтому для эффективного членения речевого потока как на слух, так и на спектрограмме (и тем более объединение полученных при членении фонов в фонемы) зачастую требуется знание соответствующего языка. Л. В. Щерба полагал, что связь звуковых единиц со значением состоит в том, что звуки служат для различения смыслов слов, а в некоторых случаях отдельный звук несёт значение, являясь единственной составляющей звукового облика значимой единицы (так, в русском языке предлоги к, у, о, союз и, многие окончания представлены отдельными звуковыми единицами).

## Речевой поток, коммуникации, аудитория, стиль

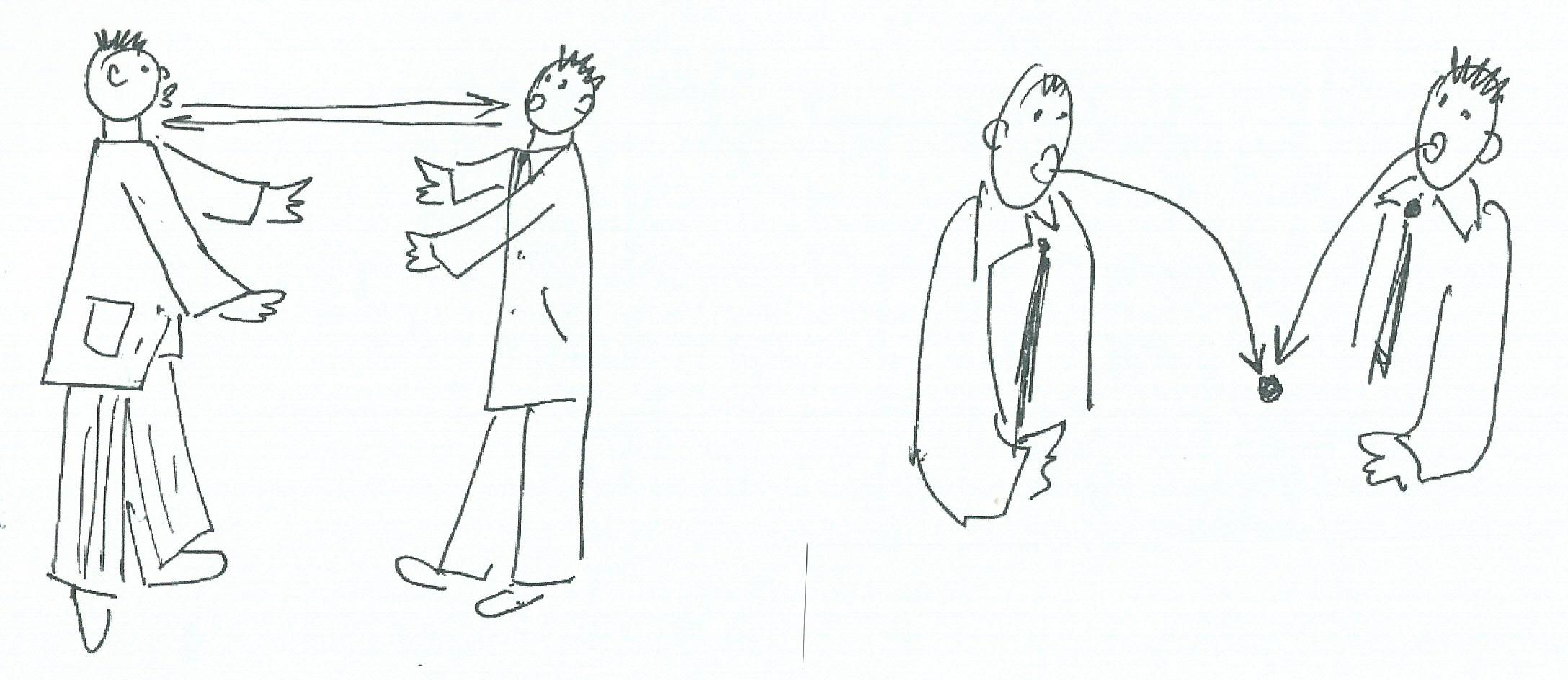
Варианты пространственной направленности речевых потоков

Характеристику речевого потока связывают с характеристикой самих субъектов того или иного речевого потока. Анализируют его связь с культурной, языковой, стилистической принадлежностью аудитории.
Речевой поток выделялся Бахтиным, как фактор, анализ которого может приводить к отнесению речи к тому или иному речевому жанру и качеству коммуникаций. Бахтин рассматривал структуру речевого потока, деля его на языковые единицы, которые мыслятся, как его отрезки: звуковые (фонема, слог, речевой такт) и значащие (предложение и слово).
Интонацию, речевые такты также выделяют, как средство деления речевого потока на смысловые отрезки
К атрибутам речевого потока относят и направление распространения, позиционирование речевого потока в пространстве, связанное с особенностями артикуляции, постановкой и ориентацией частей человеческого тела, присущими тому или иному языку, той или иной языковой культуре
Каждое высказывание осуществляется в рамках определённого речевого жанра в зависимости от специфики сферы общения, конкретной ситуации и личностей участников коммуникации. Речевые жанры усваиваются вместе с овладеванием родным языком и обладают большой гибкостью и разнообразием форм. Различные короткие бытовые приветствия, прощания, пожелания и осведомления о делах, строго официальные и фамильярные обращения — всё это жанры определённого тона и экспрессии.

## Список литературы
- Бахтин М. М. Эстетика словесного творчества / Походаев В. С.. — Москва: Искусство, 1986. — С. 445. — 258 с.